# Gobernación de Táchira (equipo ciclista)
Gobierno del Táchira es un equipo de ciclismo amateur de Venezuela. Depende directamente de la Gobernación del estado Táchira y participa en distintas competiciones a nivel nacional.

## Historia
Creado a partir de la iniciativa del gobierno regional conjuntamente con el Instituto del Deporte Tachirense con el propósito de fortalecer la formación de nuevos ciclistas en la práctica del deporte. Principalmente disputa la Vuelta al Táchira, Vuelta a Venezuela, entre otras.

## Instalaciones
El equipo tiene sede en San Cristóbal.

## Plantilla
Integrado por jóvenes talentos del estado Táchira.